# 裸の十字架を持つ男/エクソシストフォーエバー
『裸の十字架を持つ男/エクソシストフォーエバー』（Repossessed）は、1990年に製作されたボブ・ローガン監督、レスリー・ニールセン主演のパロディ映画である。

## 概要
1990年に製作された本作は、1974年に製作されたホラー映画の金字塔『エクソシスト』のパロディ映画である。『裸の銃を持つ男』のフランク・ドレビン警部役で知られるレスリー・ニールセンと、オリジナルの『エクソシスト』において悪魔に取り憑かれる少女リーガンを実際に演じたリンダ・ブレア、また『エクソシスト2』にも出演したネッド・ビーティらが出演。日本では劇場未公開に終わり、ビデオ発売のみがされていたが、2007年にDVD化された。リンダ・ブレアの本家とはかけ離れたコミカルな演技が笑いを誘っている。日本のVHS・DVDのジャケットは「裸の銃を持つ男」によく似ている（足元の銃弾が十字架になり、その上にニールセンが演じるジェバダイア・メイアイ神父が十字架を構えて立っている）
日本版の予告編は『奥様は魔女』のオープニングのパロディになっている。

## あらすじ
時は1973年。一人の少女ナンシーに悪魔が取り憑き、壮絶な決闘の結果、ジェバダイア・メイアイ神父（レスリー・ニールセン）が悪魔に勝利。それから17年後、メイアイ神父は生徒相手に講義を行う静かな生活を送っていた。悪魔を払われたナンシー（リンダ・ブレア）も、それからは悪魔に悩まされることもなく結婚して子供ももうけ、郊外の住宅街に幸せに暮らしていた。しかしそんなある日、ナンシーが子供とテレビを見ていると、突然異変が。形相を変え、首を360度回して、ソファに座っている亭主に嘔吐物を吹きかける。17年前に取り祓われた悪魔は、17年経った今、再び大人になったナンシーに取り憑いたのだ。
一家がそんなナンシーを心配する中、新米神父であるブロフィ神父（アンソニー・スターク）が悪魔祓いの大役を任される。まだ新米の上、悪魔のあまりにひどい悪態に手を焼いたブロフィ神父は、かつてその悪魔との対決に勝利をおさめたメイアイ神父の元を訪れる。再び悪魔がナンシーに取り憑いたことを知ったメイアイ神父もその対決に再び加わり、ナンシーから悪魔を追い祓おうとするのだが、テレビ伝道師で人気司会者のアーネスト・ウェラー（ネッド・ビーティ）がそんな世紀の対決をテレビ中継すると言い始める。

## キャスト
※括弧内は日本語吹替（VHS版）
- ジェバダイア・メイアイ神父 - レスリー・ニールセン（中村正）
- ナンシー・アグレット - リンダ・ブレア（井上瑤）
- アーネスト・ウェラー - ネッド・ビーティ（島香裕）
- ルーク・ブロフィ神父 - アンソニー・スターク（伊藤栄次）
- ブライドン・アグレット - トム・シャープ（牛山茂）
- 生徒 - ウィリー・ガーソン（坂口賢一）
- ファニー・レイ・ウェラー - ラナ・シュワブ（さとうあい）
- フレイダ・アグレット - ダヴ・デロス（深水由美）
- ネッド・アグレット - ベンジ・タール（大谷育江）
- アーロン・カーツ - ジョニー・ダーク（伊藤和晃）
- フロアディレクター - ボブ・ドリュー（石井隆夫）
- ジーン・オーカーランド（田中正彦）
- ジェシー・ベンチュラ（荒川太朗）

## スタッフ
- 監督：ボブ・ローガン
- 脚本：ボブ・ローガン
- 製作：スティーヴン・ワイザン
- 音楽：チャールズ・フォックス
- 撮影：マイケル・D・マーガリーズ
- 編集：ジェフ・フリーマン